# Khairigarh
Khairigarh fou una pargana al districte de Kheri (avui Lakhimpur Kheri) entre els rius Mohan i Sarju que la limitaven al nord i sud, mentre a l'est tenia el riu Kauriala i a l'est el Nepal. Era la pargana més gran del districte amb 76 km de llarg i 19 d'ample. la superfície era de 1101 km² i la població el 1869 de 33.046 i el 1881 de 39.444 habitants. L'únic propietari era el raja de Khairigarh que posseïa 67 de les 70 poblacions (les altres 3 eren del govern britànic). El nom derivava de l'arbre selvàtic kahir que era molt abundant.
La capital era Khairigarh a la riba dreta del Suheli a 28° 20′ 35″ N, 80° 52′ 55″ E / 28.34306°N,80.88194°E amb 1.278 habitants el 1881.
La història antiga és desconeguda. En el regnat de Firuz Shah Tughluk (1351-1388) aquest sultà va establir una sèrie de forts a la riba nord del riu Sarju per fer front a les expedicions dels muntanyesos de Dhoti i Garhwal. Segons la tradició quan el sultà va visitar la fortalesa de Khairigarh que s'havia construït durant dos anys, i va veure que al davant tenia un mar de jungla sense cap signe de presència humana, ordenant abandonar el lloc que va restar deshabitat durant dos segles. Sota els mogols fou nomenat un kanungo de Khairigarh i Kheri. Sota Akbar (1556-1605) un senyor ahir de nom Ahbaran, amb seu a Kudanpur, havia usurpat el domini de Khairigarh (que estava prop) i oprimia al poble però fou expulsat per les forces imperials. La pargana llavors tenia senyors Bachhils, Bisen Bais i Kurmis. Els Bachhils foren succeïts per Rajpasis i aquestos després per Lohani Banjares durant el regnat de Jahangir. Rao Ram Singh era el senyor Banjara al final del segle xviii, i les seves exaccions van portar a la revolta del poble sent derrotat el 1800; el 1801 el nawab wazir d'Oudh va cedir la pargana als britànics que van respectar al seu senyor. El 1809 els britànics hi van fer una expedició per castigar el raja per les seves exaccions sent capturat i portat a Bareilly on va morir; es va permetre la instal·lació del seu hereu. El 1816 els britànics van retornar la pargana a Oudh a canvi d'una part de Jaunpur. El senyor fou enderrocat el 1830 pels Surajbans Kshattriyas, que tenien una antiga reclamació sobre el territori, que es van consolidar al poder. El 1856 Oudh va retornar als britànics. El raja de Kharigarh va ser reconegut com a talukdar.

## Llista de rages
- Raja DIP SHAH
- Raja HANSDHWAJ SHAH
- Raja GANGA RAM SHAH ?-1866
- Raja INDRA BIKRAM SHAH 1866-1885
- Raja PRITHVI DHWAJ SHAH 1885-1909
- Raja PRATAP BIKRAM SHAH 1909-1955 (+1964)